# Szvetoracse
Szvetoracse (macedónul: Светораче) település Észak-Macedóniában, a Délnyugati körzet Kicsevói járásában, 2013-ig a Vranesticai járás része volt, ami teljes egészében beolvadt a Kicsevói járásba.

## Népesség
| Lakosok száma | 152  | 145  | 106  | 69   | 43   | 13   | 10   | 6    | 9    |
|               | 1948 | 1953 | 1961 | 1971 | 1981 | 1991 | 1994 | 2002 | 2021 |

2002-ben 6 lakosa volt, akik mindannyian macedónok.